# Selasphorus heloisa
Selasphorus heloisa là một loài chim trong họ Chim ruồi.